# Trionfi
Trionfi (Triumfer) är en musikalisk triptyk av Carl Orff.

## Historia
Johann Andreas Schmeller gav 1847 ut Carmina Burana, den kanske mest betydelsefulla samling av medeltida och medelhögtysk lyrik från tiden 1220-50, som bevarats i klostret Benediktbeuern i Bayern. Nästan hundra år senare, 1934, upptäckte Orff samlingen och blev så fascinerad av den sällsamt ålderdomliga lyriken, att han genast skapade en scenkantat, som han sedan fullbordade i augusti 1936. För att skapa en helaftonsföreställning realiserade han ett snarlikt strukturerat dansspel efter Catullus dikter om dennes kärlek till patricierdottern Clodia Pulcher (Lesbia). Orff hade nu två helt självständiga musikteaterstycken till sitt förfogande, det första som ett slags öppning och det andra som ett "intermedium". En överjordisk bröllopsfest skulle bilda avslutningen. Orff vände sig på nytt till Catullus. Han valde ut några av dennes bröllopsdikter, kombinerade dem med passande fragment av Sapfo och avslutade det hela med Euripides effektfulla körvisestrof. Triptykens tredje och avslutande del fullbordades 1951 och fick namnet Trionfo di Afrodite.

## Triptykens delar
1. Carmina Burana
2. Catulli Carmina
3. Trionfo di Afrodite